# 原胤房
原 胤房（はら たねふさ、? - 文明3年9月9日（1471年10月22日）?）は、室町時代中期の武将。原胤親の子。胤隆、胤継の父。受領名は越前守または越後守。原氏は千葉氏の庶流。九州千葉氏の祖となった千葉宗胤の末裔との説もある。
円城寺尚任とともに千葉氏の執権であったが、両氏ともに千田庄・八幡庄内に所領を有していて領有をめぐり対立していた。享徳3年（1454年）に鎌倉公方足利成氏が関東管領上杉憲忠を暗殺したことに始まる享徳の乱の際、当主千葉胤宣と円城寺尚任は上杉氏に、胤房は成氏についたため対立が激化し、胤房は千葉城を襲い、康正元年8月12日（1455年9月23日）に胤宣と尚任を馬加康胤の加担を得て殺害、3日後の15日に胤宣の父胤直を、9月7日に胤直の弟胤賢も討ち千葉氏宗家を攻め滅ぼしたが、11月24日に胤賢の遺児千葉実胤・自胤兄弟を擁立した千葉氏庶流で室町幕府奉公衆の東常縁に敗れ逃亡、馬加康胤も翌康正2年（1456年）に常縁に討ち取られたとされる。
文明3年9月9日（1471年10月22日）に小弓城が上杉氏に攻められた際に戦死した「原越前入道」は、受領名との一致などから胤房のことであるとされている。また、これを別人として文明11年（1479年）に91歳の長寿で没したとする説もある。